# دیوار حائل
سازه نگهبان یا دیوار حایل (به انگلیسی: Retaining wall) دیواری است که بتواند به صورت یک سازهٔ نگه دارنده و تکیه گاهی برای پایداری سازهٔ دیگر، یا جلوگیری از ریزش، و مهار خاک‌های تپه‌ها یا دیگر عوارض طبیعی مشرف به جاده‌ها یا ساحلی نزدیک به دریاها و دامنه‌های غیرطبیعی و به‌طور کلی هر جا که احتیاج به تکیه‌گاه جانبی باشد استفاده شود. وجود خاک محدود بین دو ارتفاع مختلف و نیز در جاهایی که چشم‌انداز نیاز شدیدی به شکل‌گیری دارد، یا برای هدف ویژه‌ای مانند کشاورزی در دامنهٔ کوه‌ها و تپه‌ها از دیوار یا دیواره‌های حائل استفاده می‌شود.
دیوار حائل می‌تواند به‌صورت‌های وزنی، طره‌ای، پشت‌بنددار طراحی شود.

## تعریف
ساختار دیوارهای حائل به گونه‌ای طراحی شده‌اند که مقاومت خاک را در برابر فشار جانبی که در اثر شیب‌های غیرطبیعی پدید می‌آید افزایش دهند. از این دیوارها در شرایطی که ایجاد شیب‌های مورد نظر بیش از زاویهٔ نشست خاک آن منطقه اختلاف سطح ایجاد کند استفاده می‌شود.

## طراحی
مهم‌ترین عامل در طرح و محاسبهٔ این گونه دیوارها شناسایی و برآورد نیروی فشار جانبی خاک بر آن‌ها است. کنترل پایداری در برابر واژگونی و لغزش و ظرفیت باربری مجاز خاک زیر پِی دیوار به شناخت دقیق این نیرو و محل نقطه اثر آن بستگی دارد پس از آن می‌توان با استفاده از آیین‌نامه‌های معتبر به محاسبات ضخامت و میلگردهای توزیعی و اصلی دیوار اقدام نمود.

## گونه‌ها
دیوار وزنی (به انگلیسی: Gravity Wall)
دیوار وزنی جهت مقاومت در برابر فشار خاک پشت به وزن خود متکی است. طراحی سطح مقطع دیوار با استفاده از روش‌های ترسیمی، جداول یا تجربه مهندسی انجام می‌شود و سپس پایداری دیوار با سطح مقطع انتخابی بررسی می‌شود. با این حال این روش‌ها تضمین کننده سطح مقطع بهینه برای دیوار نیستند. شرایط گسیختگی مهمی که همیشه باید برای پایداری دیوار وزنی بررسی شوند عبارتند از:
1. پایداری در برابر واژگونی (به انگلیسی: Overturning)
2. پایداری در برابر لغزش (جابه جایی افقی دیوار)

۳- ظرفیت باربری بستر دیوار
1. ↑  Lyu، Pengju؛ Luo، Qiang؛ Wang، Tengfei؛ Connolly، David P (سپتامبر ۲۰۲۳). «Railway gravity retaining wall design using the flower pollination algorithm». Transportation Geotechnics. ۴۲. doi:10.1016/j.trgeo.2023.101065.
2. ↑  Sližytė، Danutė؛ Medzvieckas، Jurgis (۲۰۱۳). «Evaluation of Gravity Retaining Walls from Jet Grouting Piles Installed in Sands». Procedia Engineering. ۵۷: ۱۰۷۰–۱۰۷۷. doi:10.1016/j.proeng.2013.04.135.

دیوار طره‌ای (به انگلیسی: Cantilever wall)
دیوار طره‌ای از دو قسمت قائم (ساقه یا به انگلیسی: Stem) و قسمت افقی (دال بستر یا به انگلیسی: Base slab) تشکیل می‌شود. قسمت افقی و قائم به یکدیگر متصل هستند. دیوار طره‌ای نسبت به دیوار وزنی مزایایی مثل وزن کمتر، عملکرد لرزه‌ای بهتر و هزینه کمتر دارد؛ با این حال کاربرد استفاده از یک دیوار طره‌ای معمولاً محدود به ارتفاع متوسط (کمتر از ۶ متر) است و در دیوار با ارتفاع بیشتر لنگر خمشی زیادی در قسمت‌های پایینی دیوار ایجاد می‌شود که نیاز به طراحی سطح مقطع بیشتر را ایجاب می‌کند و این نوع دیوار را غیراقتصادی می‌کند.